# Saad Morsli
Saad Morsli (en arabe : سعد المرسلي), né le 16 mars 1998 à Agadir, est un footballeur marocain évoluant au poste de milieu de terrain au HUS Agadir.

## Biographie
Saad Morsli naît à Agadir et intègre très jeune le centre de formation du HUS Agadir.
Le 18 novembre 2019, il atteint la finale de la Coupe du Maroc contre le Tihad AS (défaite, 2-1).
Le 21 janvier 2020, il marque à la 63e minute son premier but professionnel en championnat marocain contre le Difaâ Hassani d'El Jadida (victoire, 2-1).

## Palmarès
HUS Agadir
- Coupe du Maroc :
  - Finaliste : 2019.

## Statistiques

### Statistiques détaillées
| Saison                | Club                  | Championnat           | Championnat | Championnat | Championnat | Coupe(s) nationale(s) | Coupe(s) nationale(s) | Coupe(s) nationale(s) | Compétition(s) continentale(s) | Compétition(s) continentale(s) | Compétition(s) continentale(s) | Compétition(s) continentale(s) | Autres compétitions | Autres compétitions | Autres compétitions | Autres compétitions | Total | Total | Total |
| Saison                | Club                  | Division              | M.          | B.          | P.d.        | M.                    | B.                    | P.d.                  | Comp.                          | M.                             | B.                             | P.d.                           | Comp.               | M.                  | B.                  | P.d.                | M.    | B.    | P.d.  |
| 2015-2016             | HUS Agadir            | Botola Pro            | 1           | 0           | 0           | 1                     | 1                     | 0                     | -                              | -                              | -                              | -                              | -                   | -                   | -                   | -                   | 2     | 1     | 0     |
| 2016-2017             | HUS Agadir            | Botola Pro            | 4           | 0           | 0           | -                     | -                     | -                     | -                              | -                              | -                              | -                              | -                   | -                   | -                   | -                   | 4     | 0     | 0     |
| 2017-2018             | HUS Agadir            | Botola Pro            | 2           | 0           | 0           | -                     | -                     | -                     | -                              | -                              | -                              | -                              | -                   | -                   | -                   | -                   | 2     | 0     | 0     |
| 2018-2019             | HUS Agadir            | Botola Pro            | 2           | 0           | 0           | -                     | -                     | -                     | -                              | -                              | -                              | -                              | -                   | -                   | -                   | -                   | 2     | 0     | 0     |
| 2019-2020             | HUS Agadir            | Botola Pro            | 19          | 1           | 2           | -                     | -                     | -                     | C3                             | 6                              | 0                              | 0                              | -                   | -                   | -                   | -                   | 25    | 1     | 2     |
| 2020-2021             | HUS Agadir            | Botola Pro            | 10          | 0           | 0           | -                     | -                     | -                     | -                              | -                              | -                              | -                              | -                   | -                   | -                   | -                   | 10    | 0     | 0     |
| Total sur la carrière | Total sur la carrière | Total sur la carrière | 38          | 1           | 2           | 1                     | 1                     | 0                     | -                              | 6                              | 0                              | 0                              | -                   | -                   | -                   | -                   | 45    | 2     | 2     |